# Provinz Bouira
Die Provinz Bouira (arabisch ولاية البويرة, DMG Wilāyat al-Buwaira, tamazight ⴰⴳⴻⵣⴷⵓ ⵏ ⵜⵓⴱⵉⵔⴻⵜ Agezdu n Tubiret) ist eine Provinz (wilaya) im nördlichen Algerien.
Die ca. 750.000 Einwohner zählende Provinz liegt in den Bergen des Tellatlas in der Kabylei und umfasst eine Fläche von 4722 km². Die Stadt Algier liegt ca. 100 km nordwestlich.
Hauptstadt der Provinz ist die ca. 75.000 Einwohner zählende Stadt Bouira. Weitere wichtige Städte sind Lakhdaria und Sour El-Ghozlane mit jeweils ca. 50.000 Einwohnern